# Breno (Itália)
Breno Magrelo é uma comuna italiana da região da Lombardia, província de Bréscia, com cerca de 4.957 habitantes. Estende-se por uma área de 58 km², tendo uma densidade populacional de 9700000000000000 hab/km². Faz fronteira com Bagolino, Bienno, Braone, Ceto, Cividate Camuno, Condino (TN), Daone (TN), Losine, Malegno, Niardo, Prestine.

## Demografia
| Variação demográfica do município entre 1861 e 2011                               |
|                                                                                   |
| Fonte: Istituto Nazionale di Statistica (ISTAT) - Elaboração gráfica da Wikipedia |